# Claude R. Wickard

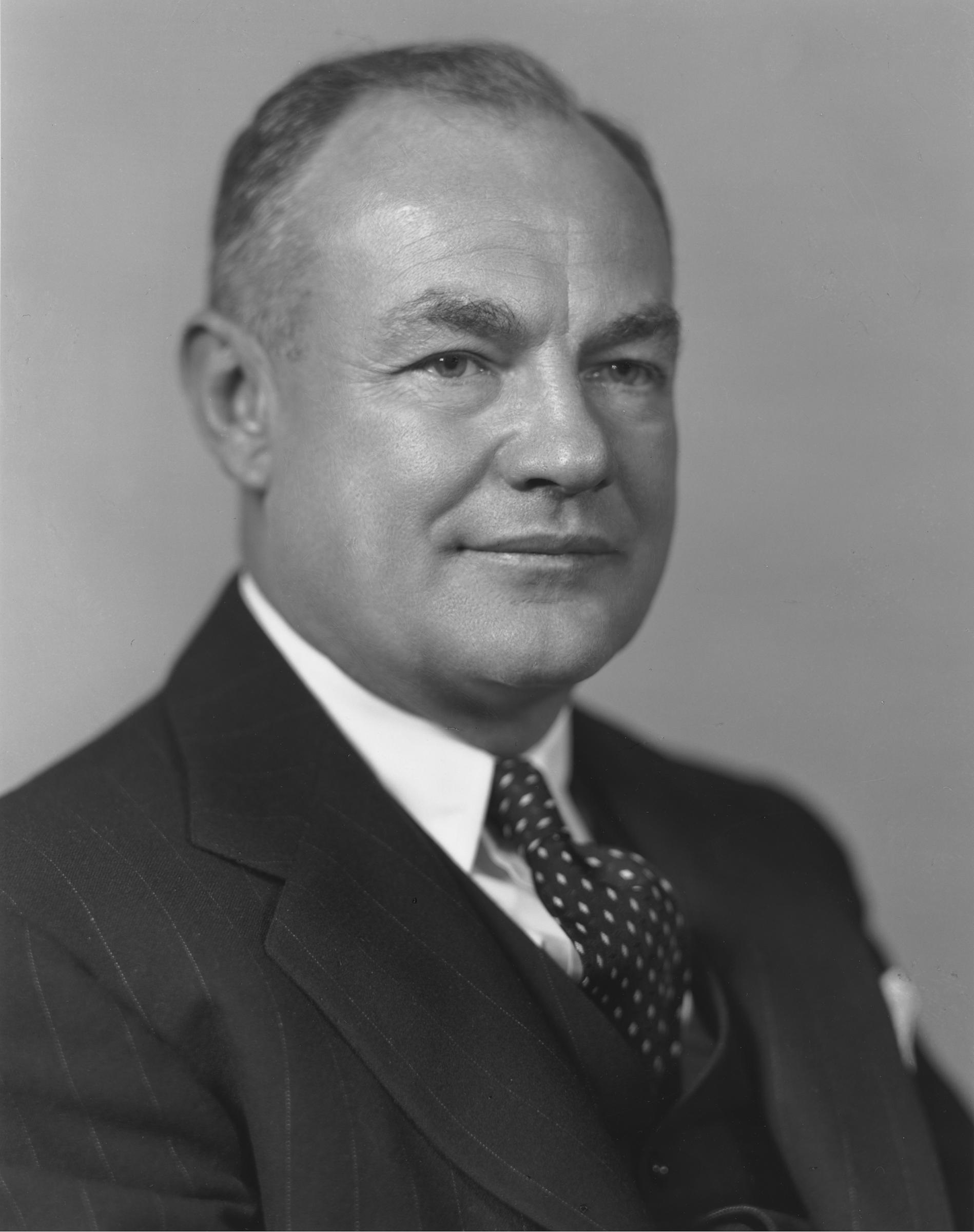
Claude R. Wickard

Claude Raymond Wickard (* 28. Februar 1893 bei Camden, Indiana; † 29. April 1967 nahe Delphi, Indiana) war ein US-amerikanischer Politiker (Demokratische Partei), der dem Kabinett von Präsident Franklin D. Roosevelt als Landwirtschaftsminister angehörte.
Claude Wickard, der auf der Farm seiner Familie im Carroll County geboren wurde, machte 1915 seinen Bachelor-Abschluss in Landwirtschaft an der Purdue University. Er war dann auch in der Folge landwirtschaftlich tätig und wurde 1927 aufgrund seiner fortschrittlichen Arbeitsweise in diesem Bereich vom Prairie Farmer Magazine als „Master Farmer of Indiana“ ausgezeichnet.
Seine politische Laufbahn begann 1932 mit der Wahl in den Senat von Indiana. Dort schied er nach einer Legislaturperiode wieder aus, um einen leitenden Posten bei der Agricultural Adjustment Administration zu übernehmen, einer neu geschaffenen landwirtschaftlichen Behörde. Dort verblieb er bis 1936.
1940 trat Wickard als Unterstaatssekretär für Landwirtschaft in die Regierung von Franklin D. Roosevelt ein. Noch im selben Jahr wurde er zum Landwirtschaftsminister berufen, nachdem Henry A. Wallace zurückgetreten war, um später das Amt des US-Vizepräsidenten zu übernehmen. Während des Zweiten Weltkrieges stand Wickard auch für vier Monate der Behörde für die Lebensmittelversorgung (War Foods Administration) vor, wobei er für eine verstärkte Lebensmittelerzeugung auf den Bauernhöfen warb, indem er sie als patriotischen Beitrag bezeichnete.
Nach dem Amtsantritt von Präsident Harry S. Truman bat dieser Wickard um seinen Rücktritt, um ihm den Posten als Leiter der Rural Electrification Administration anzutragen, einer Bundesbehörde, deren Zweck es war, die Elektrifizierung in ländlichen Gebieten voranzutreiben. Dieses Amt hatte er bis 1953 inne. 1956 bewarb er sich um einen Sitz im US-Senat, unterlag aber dem republikanischen Amtsinhaber Homer E. Capehart.
Claude Wickard starb am 29. April 1967 an den Folgen eines Autounfalls. Nach Zeugenaussagen beachtete er ein Stoppschild am Übergang zweier Highways nicht, woraufhin sein Fahrzeug mit einem Lastwagen zusammenstieß.